# September Dawn
September Dawn is een Amerikaans-Canadese film uit 2007 met in de hoofdrol Jon Voight.

## Plot
Pastoorsdochter Emily Hudson en Jonathan Samuel, de zoon van een Mormoonse bisschop, worden verliefd rond de tijd van het bloedbad van Mountain Meadows in 1857.

## Ontvangst
De film ontving slechte recensies. Recensent Roger Ebert gaf het zijn slechts mogelijke score. De film was een flop en wist maar 1 miljoen dollar binnen te halen op een budget van 10 miljoen.

## Rolverdeling
- Jon Voight - Jacob Samuelson
- Trent Ford - Jonathan Samuelson
- Tamara Hope - Emily Hudson
- Terence Stamp - Brigham Young
- Dean Cain - Joseph Smith
- Jon Gries - John D. Lee
- Taylor Handley - Micah Samuelson
- Lolita Davidovich - Nancy Dunlap
- Shaun Johnston - Captain Fancher
- Huntley Ritter - Robert Humphries